# Virgile M'Fouilou
Virgile M'Fouilou, parfois orthographié Virgile Fouilou, né le 23 novembre 1972 à Paris 12e, est un acteur et réalisateur français d’origine congolaise.

## Biographie
Né de parents d’origine congolaise, Virgile M'Fouilou fait des études commerciales avant de se consacrer au théâtre et au cinéma. Il suit une formation en classe libre au Cours Florent, pendant trois ans, puis au Théâtre national de Chaillot, pendant deux ans.
Au cinéma, il joue un rôle de premier plan dans le film ivoirien Le Pari de l'amour réalisé par Didier Aufort, puis il tourne sous la direction de, entre autres, Mabrouk El Mechri (Virgil), François Dupeyron (Aide-toi, le ciel t'aidera) et Michèle Rosier (Ah ! la libido).
Pour la télévision, on l’aperçoit dans des séries bien connu du public, telles que PJ ou Équipe médicale d'urgence. En 2013, il est un des interprètes principaux du téléfilm Las Vegas Hotel de Christophe Gros-Dubois. En 2012, il joue le personnage d’Hector Koné dans la série Plus belle la vie.
Au théâtre, il effectue plusieurs tournées à travers la France avec Michel Galabru dans Monsieur Amédée et avec Georges Beller dans Le chêne d’Allouville. En 2014, en Belgique, il se produit avec Diouc Koma, dans la pièce De mémoire de papillon de Philippe Beheydt et Stéphanie Mangez, à la Comédie Claude Volter et dans Crever d'amour d’Axel Cornil, au Rideau de Bruxelles, l’année suivante.
Il est également auteur, réalisateur et metteur en scène. Il réalise aussi des courts métrages et fait de la mise en scène pour le théâtre, dont la pièce de Bernard-Marie Koltès, Dans la solitude des champs de coton, au Studio Théâtre de Stains.

## Filmographie

### Cinéma

#### Longs métrages
- 1997 : Saraka bô de Denis Amar
- 1999 : Lila Lili de Marie Vermillard
- 2003 : Le Pari de l'amour de Didier Aufort : Armand
- 2005 : Virgil de Mabrouk El Mechri : le radiologue
- 2008 : Aide-toi, le ciel t'aidera de François Dupeyron : le dragueur
- 2009 : Ah ! la libido de Michèle Rosier : le collègue de Vidal
- 2011 : La Planque d'Akim Isker : Michel
- 2019 : La Vérité d'Hirokazu Kore-eda : le vendeur d'art africain

#### Courts métrages
- 1994 : F(r)ictions de Vero Cratzborn : le garçon noir
- 1995 : Les bleus virés au blanc ont vu rouge  de Raphaël Audaire
- 1996 : Rixe de Raphaël Audaire
- 1996 : Sans cité (La balafre) de Nourdine Halli
- 1999 : Hasard destin de Richard Heyraud
- 2000 : Sing Sinatra de Lionel Michaud et Eric Michaud :  Cecchi
- 2000 : Réflexion faite d’Albin Voulfow
- 2001 : Le Violoncelle (Das Cello) de Thomas Isler : Zal
- 2003 : Un Sang blanc de vérité de Virgile M'Fouilou
- 2003 : Cœur à l’ouvrage de Sylvia Calle
- 2005 : Was African Story de Victor Moreira et Virgile M'Fouilou
- 2005 : Etique sur étiquette d’Albin Voulfow
- 2005 : La Planque d’Akim Isker
- 2008 : Oranges amères de Delphine Homerville
- 2008 : Le Carré des indigents de Julien Guetta
- 2009 : Entre deux chaises de Nadine Voss
- 2011 : Le dernier cri d’Alex Ogou
- 2012 : Joue avec moi de Françoise Ellong
- 2012 : One Man Charlie d’Alain Rudaz : Charlie
- 2013 : Bamako-Saint-Afrique de Frédéric Jolfre
- 2013 : L’amour d’une sœur d’Alix Veroneze
- 2016 : Dehors je respire de Thomas Crauk

### Réalisations
- 2003 : Un Sang blanc de vérité (court métrage)
- 2005 : Was African Story coréalisé avec Victor Moreira (court métrage)

### Télévision

#### Téléfilms
- 1998 : Baldipata (Baldi et Radio-Trottoir) de Claude d'Anna : un dealer
- 2003 : Fatou, l'espoir de Daniel Vigne
- 2007 : La Taupe de Vincenzo Marano : Jacky
- 2009 : Chez Rose de Christophe Gros-Dubois
- 2010 : Clandestin d'Arnaud Bedouët : Ghassan
- 2013 : Las Vegas Hotel de Christophe Gros-Dubois : Tony
- 2016 : Ne m'abandonne pas de Xavier Durringer : le Lieutnant Logley
- 2018 : Back Up de Christophe Gros-Dubois : le policier syndicaliste

#### Séries télévisées
- 1997 : Highlander, 1 épisode de Dennis Berry : un esclave
- 2005 : Sous le soleil, épisode La fleur du désir de Laurent Lévy : Rémi
  - Saison 10, épisode 42 : Le feu du désir
- 2007 : PJ, 3 épisodes Gérard Vergez : Virgile
  - Saison 11, épisode 5 : Mauvais élément
  - Saison 11, épisode 7 : Abus de faiblesse
  - Saison 11, épisode 13 : Crise d'identité
- 2009 : Équipe médicale d'urgence, 2 épisodes d'Étienne Dhaene  : un flic
  - Saison 3, épisode 11 : Maudits cookies
  - Saison 3, épisode 12 : Travail au black
- 2009 : Histoires de vies, 1 épisode d'Arnaud Bedouët  : Ghassan
  - Saison 1, épisode 1 : Clandestin
- 2012 : Plus belle la vie, 2 épisodes : Hector Koné
- 2018 : Engrenages, 1 épisode de Frédéric Jardin : l'infirmier
  - Saison 7, épisode 1
- 2019 : Mouche, 1 épisode de Jeanne Herry : le chauffeur de taxi
  - Saison 1, épisode 1

## Théâtre

### Comédien
- 1996 : Scène du nouveau Monde, mise en scène Maximiliano Papeschi, Salle Curial (Paris)
- 1996 : Une virée d'enfer, de et mise en scène Virgile M'Fouilou, Salle Curial (Paris)
- 1997 : Qui a mangé madame d'Avoine Bergotha ?  de Sony Labou Tansi, mise en scène Emil Abossolo-Mbo, à Avignon
- 1997 : Amazoulou, mise en scène Amigo Yonkeu, à Fontenay-sous-Bois
- 1999 : Des souris et des hommes de John Steinbeck, mise en scène Christophe Bouquet, à Meudon
- 2003-2005 : Des souris et des hommes de John Steinbeck, mise en scène Stéphane Daurat, à Cambrai et Montluçon
- 2003 : On ne peut rien dire des chiens, mise en scène Pierre Vincent, Cité Universitaire (Paris)
- 2004 : La Mandragore de Nicolas Machiavel, mise en scène Ewelyne Guillaume, en Guyane
- 2007-2008 : Cette vieille magie noire de Koffi Kwahulé, mise en scène Claude Bokhobza,L'atelier du Plateau (Paris 19e) Théâtre du garde Chasse (Les Lilas)
- 2008-2009: Monsieur Amédée  d’Alain Reynaud-Fourton, mise en scène de l’auteur, en tournée
- 2009 : Dieu venge l'innocent en silence ! d’Imana Ihora Ihoze, mise en scène Catherine Decastel, Théâtre de Ménilmontant
- 2009 : Le grand choix, compagnie Hercub’, Festival de l'Oh de Nogent-sur-Marne
- 2010-2011 : Le Chêne d'Allouville de Serge Penard, mise en scène Eric Lenormand, en tournée
- 2014 : Dans la solitude des champs de coton de Bernard-Marie Koltès, mise en scène de Virgile M'Fouilou, Studio Théâtre de Stains
- 2014 : De mémoire de papillon de Philippe Beheydt et Stéphanie Mangez, mise en scène Philippe Beheydt, à la Comédie Claude Volter (Belgique)
- 2015 : Crever d'amour d’Axel Cornil, mise en scène Frédéric Dussenne, Rideau de Bruxelles (Belgique)
- 2016-2019 : Chats noirs, souris blanches d'Olivier Maille, mise en scène de l'auteur, Feux de la Rampe, Théâtre Buffon d'Avignon, Festival Komidi La Réunion, Selestat-Guadeloupe, Sion (Suisse)
- 2017 : Si je crève, ce sera d'amour d'Axel Cornil mise en scène Frédéric Dussenne, Centre culturel Jacques Franck, (Belgique)

### Mises en scène
- 1996 : Une virée d'enfer, Salle Curial (Paris)
- 2014 : Dans la solitude des champs de coton de Bernard-Marie Koltès, Studio Theatre de Stains

## Doublage

### Cinéma

#### Films
- 2021 : Un papa hors pair : Mike (Frankie Faison)
- 2022 : Me Time : Enfin seul ? : ? ( ? )
- 2023 : La Probabilité statistique de l'amour au premier regard : ? ( ? )

#### Film d'animation
- 2022 : Entergalactic : ?